# Xavier Dupré

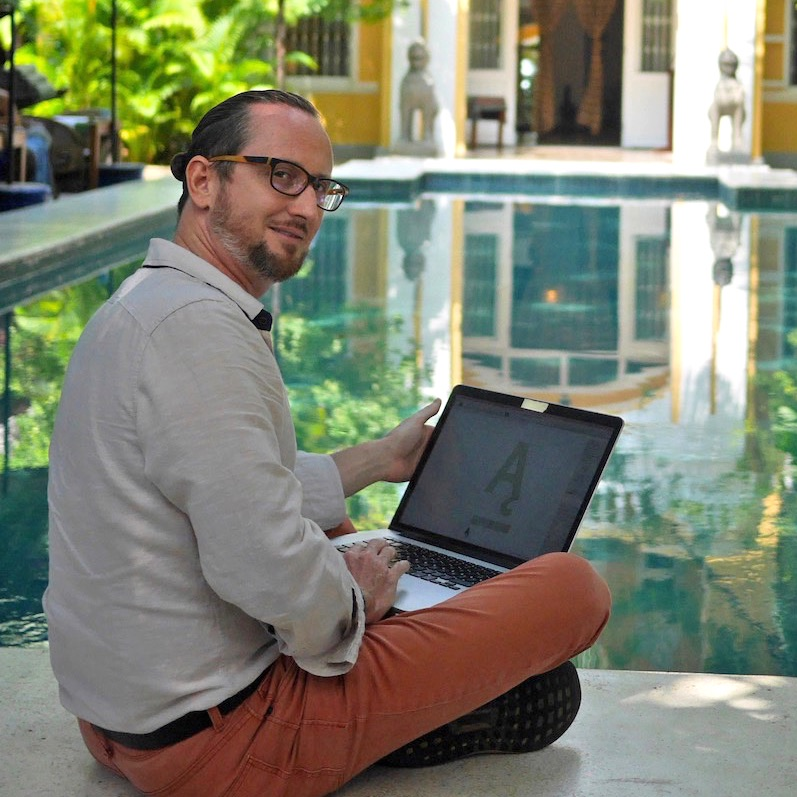
Xavier Dupré

Xavier Dupré (* 1977) ist ein französischer Grafiker, Typograf und Schriftgestalter. Bekannt wurde er für die Schriftart FF Sanuk.

## Leben und Werk
Xavier Dupré wurde 1977 in Frankreich geboren. Nach einem Studium des Grafikdesigns in Paris studierte Dupré am Scriptorium de Toulouse Schriftgestaltung und Kalligrafie. Ab 1999 arbeitete Dupré im Bereich der Verpackungsgestaltung. Insbesondere die Zusammenarbeit mit Ladislas Mandel war für Dupré lehrreich.
Dupré lebte von 2001 bis 2004 in Südost-Asien. Hier hat sich Dupré insbesondere mit der Schriftgestaltung der Khmer-Schrift beschäftigt. An seinen Schriften sind Einflüsse durch asiatische Schriften erkennbar.
Der Type Directors Club hat Dupré mehrfach ausgezeichnet. So wurde die Vista Sans 2006, die FF Absara 2005 und die FF Angkoon 2004 prämiert.
Die FF Sanuk wird in Deutschland von der Bundestagsfraktion der SPD und der Fernsehsendung Kerner verwendet.
Die Schriftart Vista Sans wird von Sony in der Werbung eingesetzt.
Die Schriftart FF Yoga wird von der französischen Zeitung Le Monde diplomatique verwendet.